# Mount Vinson
Der Mount Vinson ist mit 4897 m, häufig auch noch mit 5140 m angegeben, der höchste Berg von Antarktika – deshalb zählt er zu den Seven Summits.
Der Berg wurde nach dem US-amerikanischen Senator Carl Vinson benannt, der die Erforschung der Antarktis förderte.

## Geschichte
Bei einem Flug der US-Luftwaffe durch die Sentinel Range wurde der Berg im Januar 1958 entdeckt. Die Erstbesteigung erfolgte im Dezember 1966 durch eine Expedition des American Alpine Club – finanziell unterstützt von der National Geographic Society und mit Unterstützung der US-Marine. Als erstes Team gelangten am 18. Dezember 1966 Pete Schoening, John Evans, Barry Corbet und Bill Long auf den Gipfel. In den nächsten zwei Tagen gelang die Gipfelbesteigung auch den anderen sechs Expeditionsmitgliedern. Diese Expedition bestieg in den folgenden Wochen noch weitere der höchsten Berge in der Sentinel Range.
Im Jahr 2001 gelang einer US-amerikanischen Expedition um Conrad Anker und Jon Krakauer die Erstbegehung des Mount Vinson über die Ostseite.
Die Schwierigkeiten der Besteigung über die Normalroute liegen nicht in den technischen Schwierigkeiten des Aufstiegs, sondern werden durch Kälte, Stürme und die extreme Lage in der Antarktis  verursacht. Lager I wird in der Regel auf ca. 3350 m aufgeschlagen, Lager II auf dem Shinn-Vinson-Sattel (3960 m). Die Entfernung zum Südpol beträgt ungefähr 1200 Kilometer.
Ausgangspunkt der meisten Expeditionen zum Mount Vinson war das knapp 120 Kilometer entfernte Patriot Hills Base Camp, das 2010 durch das neu errichtete Union Glacier Camp abgelöst wurde.
Das Advisory Committee on Antarctic Names beendete im Jahr 2006 die aufgekommene Irritation um die Benennung des Berges, indem es seither ihn und das Vinson-Massiv, aus dem er aufragt, als zwei eigenständige geographische Objekte behandelt.

## Galerie

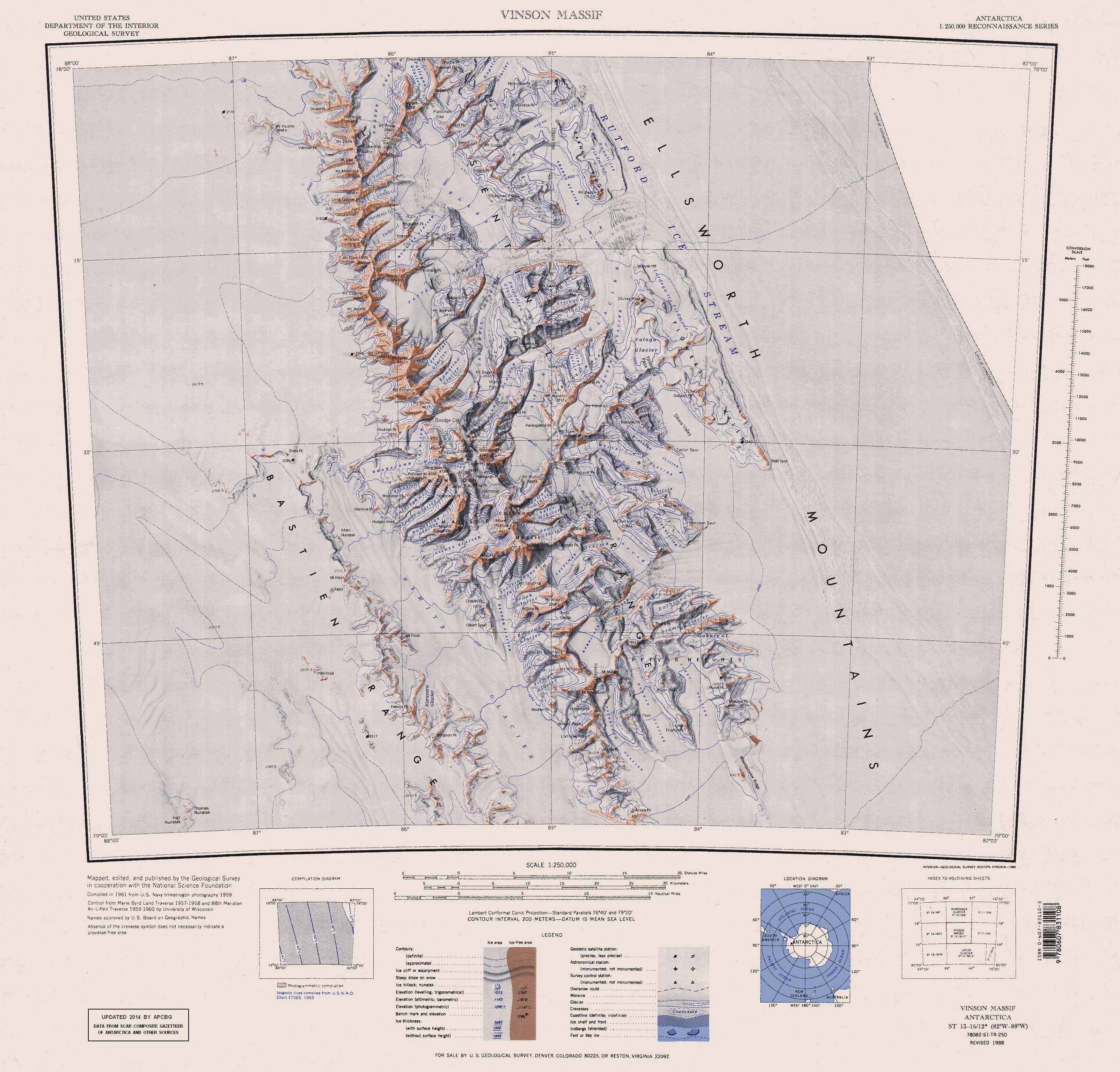
Topographisches Kartenblatt Vinson Massif von 1961, 2010–2014 mit späteren Benennungen beschriftet
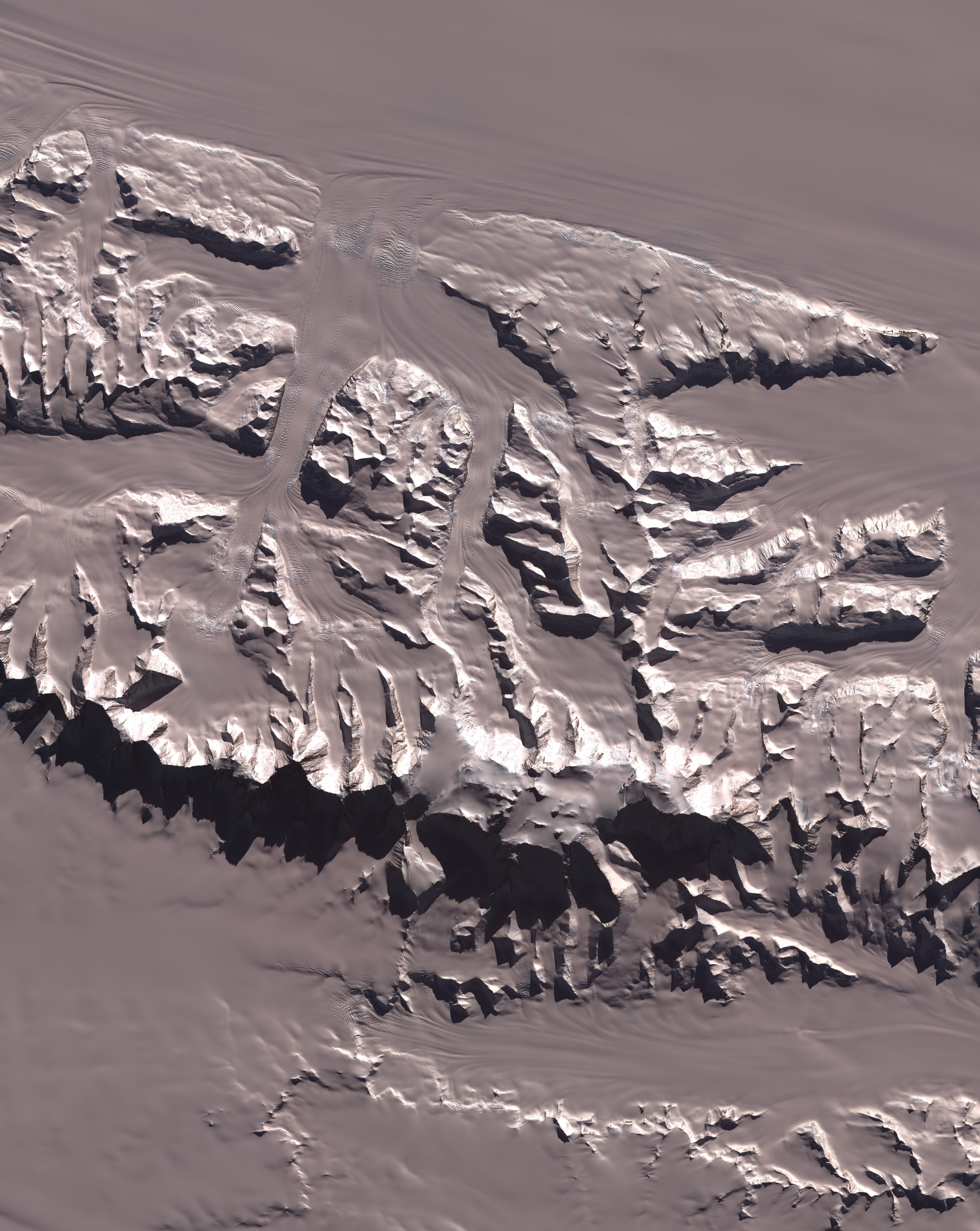
Vinson-Massiv, Aufnahme des Terra-Satelliten, Ausschnitt von 63 × 81 km, oben = Nordost